# Minderbroederskerk (Roermond)

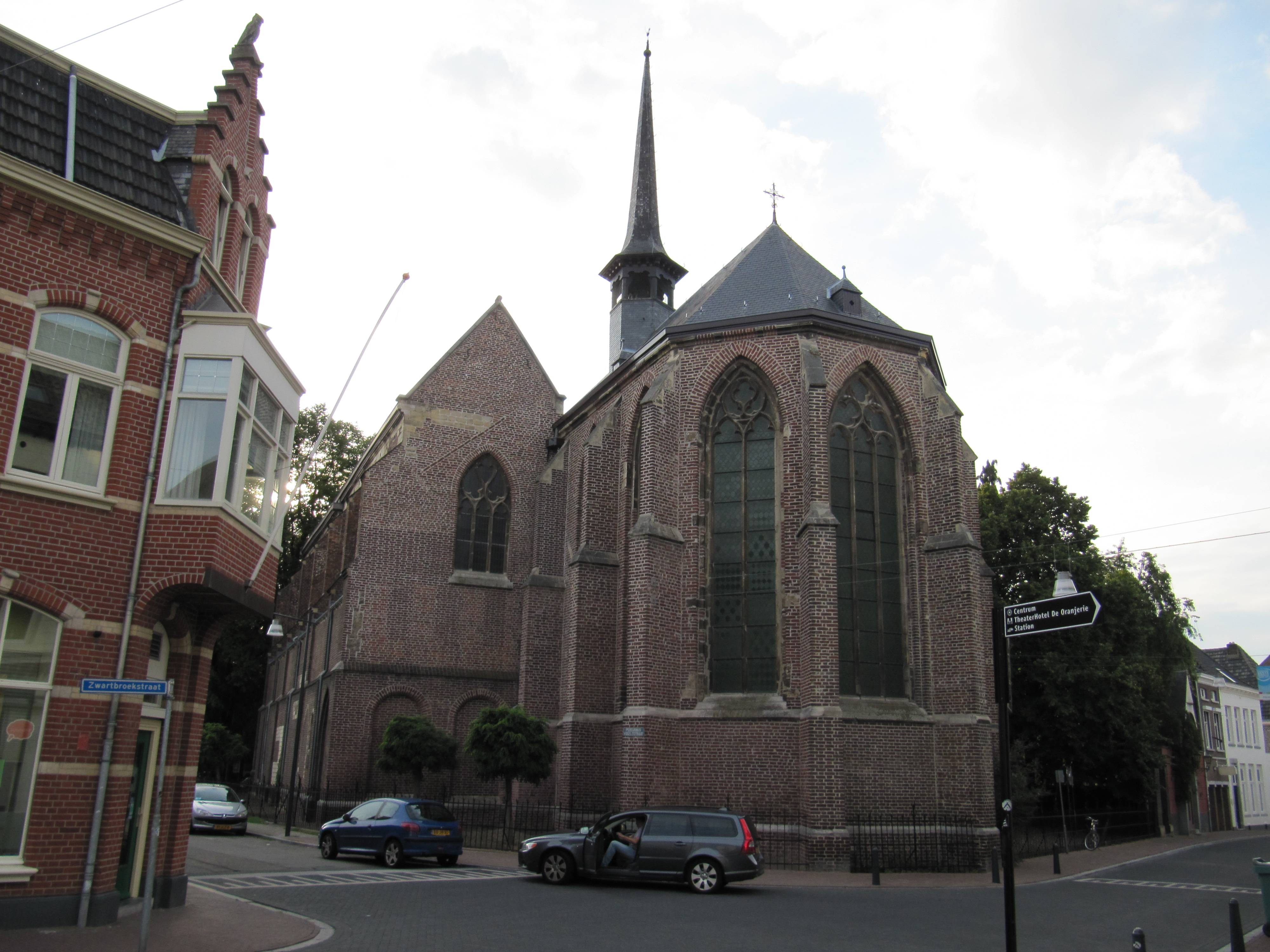
Blick auf den Chor der Minderbroederskerk

Die evangelische Minderbroederskerk ist eine dreischiffige Backstein-Hallenkirche mit dreiseitig geschlossenem Chor in der Stadt Roermond in der niederländischen Provinz Limburg, die zur Protestantischen Kirche in den Niederlanden gehört.

## Geschichte
Die ehemalige Minoritenkirche Minderbroederskerk (übersetzt: Minderbrüderkirche) ist eines der ältesten Baudenkmäler in Roermond.
Der Orden der Minderbrüder in Roermond gründete im Jahre 1307 ein Kloster, in dessen Nähe im 15. Jahrhundert eine Kirche gebaut wurde. Ihr hinter dem Chor befindlicher Turm mit dem Namen Minderbroederstoren oder auch Heiligdomstoren war bereits um 1600 baufällig und wurde 1695 abgerissen.
Zur Zeit Wilhelms I. von Oranien im Jahre 1572 wurde die Kirche geplündert und teilweise zerstört. 1576 wurden die Schäden beseitigt. Im Jahr 1710 erlitt das Gebäude erneut weitgehende Zerstörungen. Bis 1796 befand sich die Kirche im Besitz der Minderbrüder, bis sie 1797 geschlossen und als Pferdestall, Stroh- und Heulager benutzt wurde. Das gesamte Mobiliar der Kirche, einschließlich der Altäre, der Kanzel und der Orgel, wurde am 29. Juli 1798 öffentlich verkauft. Die Kanzel und die Beichtstühle gelangten in die Kathedrale von Roermond, wo sie bis heute zu sehen sind, der Hauptaltar in St. Bavo in Haarlem, ein Kreuzweg ins Diözesanmuseum in Lüttich und ein Marienaltar in die römisch-katholische Kirche von Heteren. Auch die um 1710 gebaute Orgel wurde 1798 aus der Kirche entfernt. Durch die Spende eines Gemeindemitglieds wurde später eine neue Orgel installiert. Bis heute befindet sich die restaurierte und denkmalgeschützte alte Orgel als eine der wenigen erhaltenen gebliebenen Orgeln aus dieser Zeit in der Tuindorpkerk in Utrecht.
In der Folgezeit verfiel die Minderbroederskerk allmählich. Da unter König Wilhelm I. keine Klöster gebaut werden durften, blieb die Kirche geschlossen. 1820 erhielt die 1817 gegründete reformierte Garnisonsgemeinde Roermond einen Teil der Minderbroederskerk, hauptsächlich den Chor. Der andere Teil diente weiterhin als Lagerraum für Heu und Stroh, bis 1864 die reformierte Kongregation den Rest der Kirche kaufte, bezuschusst vom Staat und von der Synode.
Mit Hilfe staatlicher Subventionen wurde die Kirche von 1906 bis 1908 unter der Leitung des Architekten Pierre Cuypers umfassend restauriert und 1908 eingeweiht. Im Zuge einer weiteren Restaurierung im Jahre 1947 wurde der Chor in ein liturgisches Zentrum umgewandelt. 1975 wurde die gesamte Dachkonstruktion saniert, und 1986 erhielt die Kirche neue Bänke.
Ein Erdbeben der Stärke 5,6 auf der Richterskala am 13. April 1992 in Zentral-Limburg beschädigte die Minderbroederskerk erheblich, so dass umfangreiche Reparaturen durchgeführt werden mussten. Der Schaden belief sich auf geschätzte 1,5 Millionen Gulden. Erst am 7. Mai 1994 konnte die Kirche wieder eröffnet werden.

## Ausstattung

### Innere Baustruktur

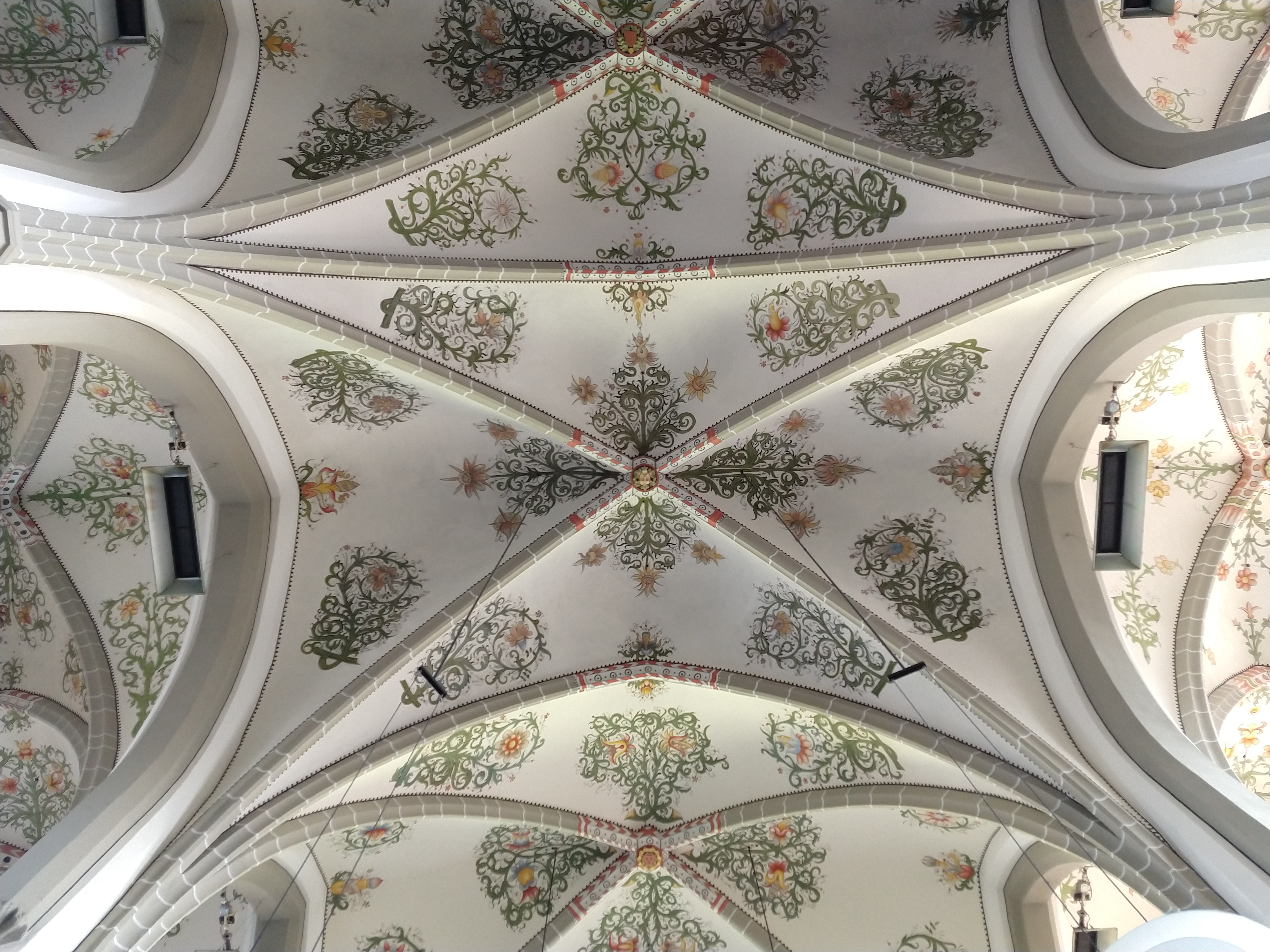
Weinrebengemälde auf einem Rippengewölbe

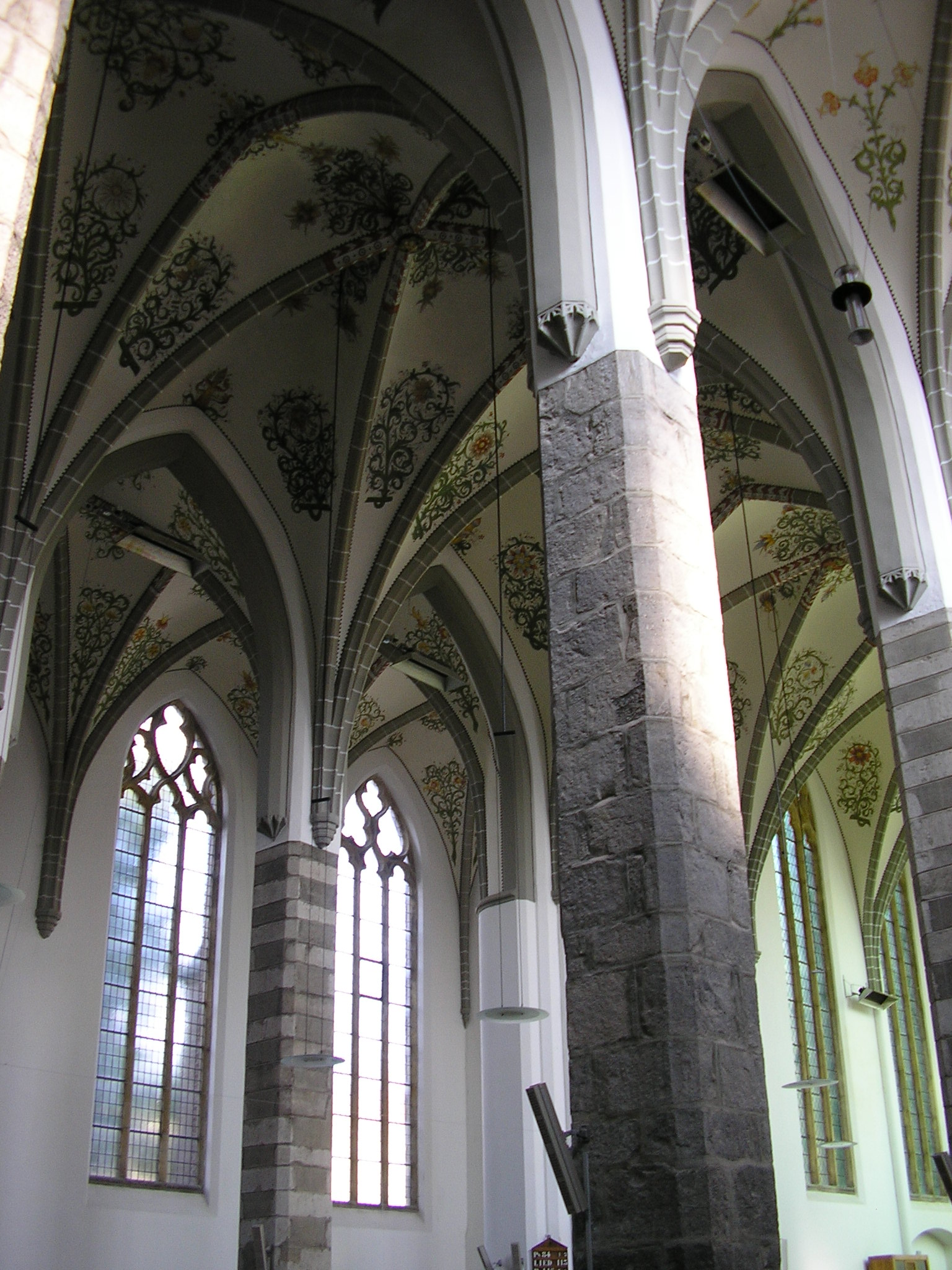
Bögen und Natursteinsäulen

Das Kircheninnere ist von Rippengewölben bedeckt, die mit restaurierten Weinrebengemälden verziert sind. Die Bögen ruhen auf unverputzten Natursteinsäulen.

### Historisches Interieur
- zwei Wappensteine aus dem Jahr 1664 an der Wand im hinteren Teil der Kirche
- aufrechte und liegende Grabsteine
- zwei antike Tafeln in der Sakristei mit den Jahren der wichtigsten Ereignisse in der Geschichte des Protestantismus in Roermond
- Glocke von 1829 auf der Westseite
- Glockenstuhl mit Uhr von 1829, Durchmesser 69 cm

### Inventar aus dem Atelier von Pierre Cuypers
- freistehende Kanzel im neugotischen Stil und mit profiliertem Gesims
- neugotische hölzerne Chorwände mit geflügelten Evangelistensymbolen auf den Balken
- zwei neugotische Herrenbänke zur Kanzel und zu den Chorschirmen

### Spende des Stadtrats nach der Restaurierung von 1975
- Taufbecken aus grauem Marmor mit dem Wappen von Roermond. Der Kupferdeckel enthält die Inschrift: Unus Dominus, Una Fides, Unum Baptismum (übersetzt: Ein Herr, Ein Vertrauen, Eine Taufe)

## Orgel

### Vorgängerorgeln
1827 erhielt die Kirche eine spendenfinanzierte Einhandorgel, die 1920 durch eine neue Einhandorgel der Gebrüder Franssen (Roermond) ersetzt wurde. 1972 wurde diese von Dirksen (Roermond) erweitert und modifiziert.

### Heutige Orgel

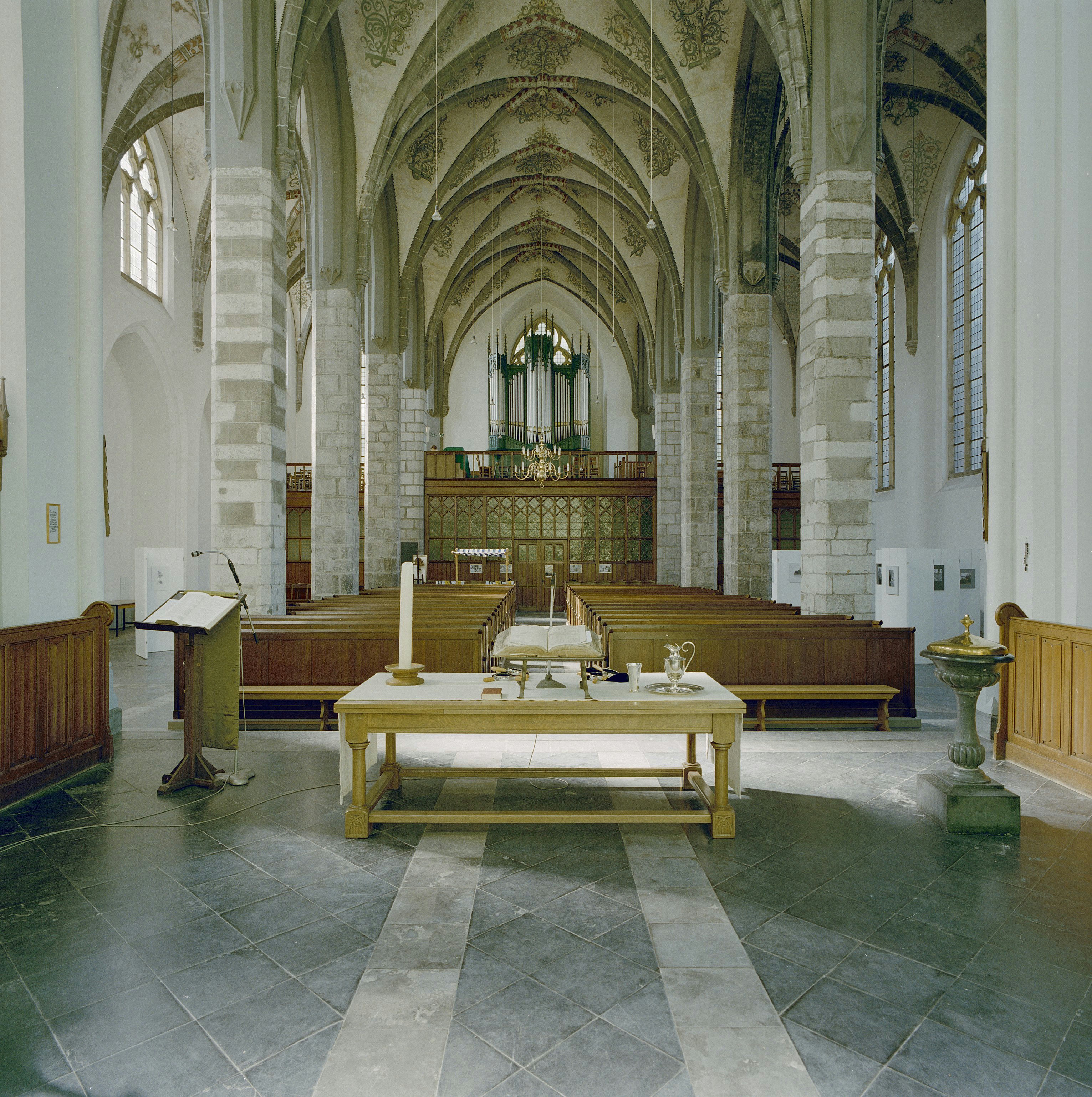
Blick vom Altarraum auf die Orgel

Diese wurde 1961 von Jos Vermeulen für die Don-Bosco-Kirche in Alkmaar gebaut und  2007 vom Orgelbauer Flentrop aus Zaandam an die Minderbroederskerk übertragen. Sie besitzt 1950 Pfeifen, darunter eine Reihe aus der alten Orgel der Gebrüder Franssen.

## Nationaldenkmal
Die Minderbroederskerk ist ein nationales Denkmal der Niederlande (Rijksmonument) mit der Identifikationsnummer 32579.